# Utto di Metten
Utto di Metten (anche Udo) (Milano, 750 circa – Abbazia di Metten, 3 ottobre 829) è stato un abate italiano, venerato come beato dalla Chiesa cattolica.

## Agiografia e culto
Fu battezzato da Gamelberto, che gli donò tutti i suoi averi affinché fondasse un'abbazia.
Eremita in una selva sulla riva sinistra del Danubio, fu nominato da Carlomagno abate del monastero benedettino di Metten, fatto costruire dall'imperatore su richiesta dello stesso Utto. 
La sua festa è celebrata il 3 ottobre (data della sua morte) dai benedettini e nella diocesi di Ratisbona.